# Tom Kostopoulos
Tom Kostopoulos, född 24 januari 1979 i Mississauga, Ontario, är en kanadensisk professionell ishockeyspelare som spelar för New Jersey Devils i NHL.
Kostopoulos valdes av Pittsburgh Penguins i den sjunde rundan i 1999 års NHL-draft.
Kostopoulos är av grekisk härkomst.

## Statistik

### Klubbkarriär
| 1996–97    | London Knights                 | OHL        | 64  | 13 | 12 | 25  | 67  | —  | —  | —  | —  | —  |
| 1997–98    | London Knights                 | OHL        | 66  | 24 | 26 | 50  | 108 | 16 | 6  | 4  | 10 | 26 |
| 1998–99    | London Knights                 | OHL        | 66  | 27 | 60 | 87  | 114 | 25 | 19 | 16 | 35 | 32 |
| 1999–00    | Wilkes-Barre/Scranton Penguins | AHL        | 76  | 26 | 32 | 58  | 121 | —  | —  | —  | —  | —  |
| 2000–01    | Wilkes-Barre/Scranton Penguins | AHL        | 80  | 16 | 36 | 52  | 120 | 21 | 3  | 9  | 12 | 6  |
| 2001–02    | Pittsburgh Penguins            | NHL        | 11  | 1  | 2  | 3   | 9   | —  | —  | —  | —  | —  |
| 2001–02    | Wilkes-Barre/Scranton Penguins | AHL        | 70  | 27 | 26 | 53  | 112 | —  | —  | —  | —  | —  |
| 2002–03    | Wilkes-Barre/Scranton Penguins | AHL        | 71  | 21 | 42 | 63  | 131 | 6  | 1  | 2  | 3  | 7  |
| 2002–03    | Pittsburgh Penguins            | NHL        | 8   | 0  | 1  | 1   | 0   | —  | —  | —  | —  | —  |
| 2003-04    | Wilkes-Barre/Scranton Penguins | AHL        | 21  | 7  | 13 | 20  | 43  | 24 | 7  | 16 | 23 | 3  |
| 2003–04    | Pittsburgh Penguins            | NHL        | 60  | 9  | 13 | 22  | 67  | —  | —  | —  | —  | —  |
| 2004–05    | Manchester Monarchs            | AHL        | 64  | 25 | 46 | 71  | 99  | 6  | 0  | 7  | 7  | 10 |
| 2005–06    | Los Angeles Kings              | NHL        | 76  | 8  | 14 | 22  | 100 | —  | —  | —  | —  | —  |
| 2006–07    | Los Angeles Kings              | NHL        | 76  | 7  | 15 | 22  | 73  | —  | —  | —  | —  | —  |
| 2007–08    | Montreal Canadiens             | NHL        | 67  | 7  | 6  | 13  | 113 | 12 | 3  | 1  | 4  | 6  |
| 2008–09    | Montreal Canadiens             | NHL        | 78  | 8  | 14 | 22  | 106 | 4  | 0  | 1  | 1  | 4  |
| 2009–10    | Carolina Hurricanes            | NHL        | 82  | 8  | 13 | 21  | 106 | —  | —  | —  | —  | —  |
| 2010–11    | Carolina Hurricanes            | NHL        | 17  | 1  | 3  | 4   | 30  | —  | —  | —  | —  | —  |
| 2010–11    | Calgary Flames                 | NHL        | 59  | 7  | 7  | 14  | 44  | —  | —  | —  | —  | —  |
| 2011–12    | Calgary Flames                 | NHL        | 81  | 4  | 8  | 12  | 57  | —  | —  | —  | —  | —  |
| NHL totalt | NHL totalt                     | NHL totalt | 615 | 60 | 96 | 156 | 705 | 16 | 3  | 2  | 5  | 10 |